# سكوت ماكغي
سكوت ماكغي (بالإنجليزية: Scott McGhee)‏ هو مصارع هاوي بريطاني، ولد في 1957 في Shipley, West Yorkshire ‏ في المملكة المتحدة.

## وصلات خارجية
- سكوت ماكغي على موقع CageMatch worker (الإنجليزية)

- سكوت ماكغي على موقع IMDb (الإنجليزية)
- سكوت ماكغي على موقع قاعدة بيانات الفيلم (الإنجليزية)